# 周以悌
周以悌（7世纪?—712年），是唐朝官员。官至宕、岷二州刺史、四镇经略使、安西都护、右威卫将军、西平县开国男，赠特进。

## 生平
早年為經略使、右威卫将军。依附宗楚客。景龙二年（708年），西突厥首领乌质勒之子娑葛与其父的部将阿史那阙啜忠节不和，雙方時有冲突，阙啜忠节由于兵少，渐不能支。安西都护郭元振请朝廷命忠節入朝宿卫，移其部落于瓜、沙等州安置。阙啜率部落行至播仙镇（今罗布泊南）时，遇到周以悌，周以悌劝他不要入朝，贿赂宰相宗楚客、纪处讷，联合安西军与吐蕃军共击娑葛，既德报仇，又可以保存部落首领职权，胜于入朝受制于人。阙啜忠节聽從周以悌的建议，遣使厚贿宗楚客、纪处讷，请求唐廷出兵攻打娑葛。郭元振上書請斬宗楚客，楚客誣元振隱蓄異志，唐中宗下诏，召回郭元振，下令周以悌接替郭元振任安西都护，并且任命阿史那献为十姓可汗。郭元振不敢行，以其子郭鸿携带奏折从小路赴京申述。周以悌被流放至白州（治今广西博白）。郭元振复任安西都护。
延和元年（712年）六月，幽州都督孙俭率左骁卫将军李楷洛、左威卫将军周以悌等，發兵二萬餘人，分为三军以襲擊奚部及契丹（遼河上游）聯軍，史稱冷陘之战（又名冷硎）。在冷陘被奚族首领李大酺（李大辅）打敗，幽州都督孫俭和周以悌被奚部落生擒，被俘送到突厥默啜可汗，被殺。

## 家庭
父金部郎中，赠坊、成二州刺史、卫尉卿。其子周佖，唐肃宗至德元年任河西节度使、开府仪同三司、鸿胪卿兼御史大夫、上柱国、真阳县开国男，至德二年正月十七日，武威郡九姓商胡安门物等人发动叛乱，节度使周佖被杀，赠凉州都督。